# Scratch (limbaj de programare)
Scratch este un site creat în anul 2003 de către echipa MIT de creat jocuri și animații printr-un limbaj de programare simplu, utilizând blocuri pentru lipire. Mascota site-ului este Scratch Cat (lit. Pisica Scratch). Sunt cuprinse și alte personaje, cum ar fi Gobo, Nano, Pico și Tera. Sloganul site-ului este "Imagine, Program, Share" (lit. „Imaginează, programează, distribuie”). Scratch este un limbaj de programare vizuală bazat pe blocuri fiind vizat în principal copiilor. Utilizatorii site-ului pot crea proiecte online folosind o interfață grafică. Serviciul este dezvoltat de MIT Media Lab, a fost tradus în peste 70 de limbi și este utilizat în majoritatea părților lumii. Scratch-ul este învățat și utilizat în centrele post-școlare, școli și colegii, precum și în alte instituții publice de cunoaștere. În decembrie 2020, statisticile comunității de pe site-ul oficial al limbajului arată mai mult de 86 de milioane de proiecte împărtășite de peste 78 de milioane de utilizatori și aproape 579 de milioane de vizite lunare de site-uri. Scratch își ia numele de la o tehnică folosită de DJ numit „zgâriere”, în care înregistrările de vinil sunt tăiate împreună și manipulate pe un platou pentru a produce diferite efecte sonore și muzică. Ca și zgârierea, site-ul web permite utilizatorilor să amestece proiectele altor utilizatori, în mod creativ prin „remixarea” lor.

## Istorie
Prima versiune de Scratch, Scratch 1.0, a fost lansată în anul 2002. După care, în 2005, a fost lansat un mic site, ulterior actualizat pe 8 ianuarie 2007. În data de 9 mai 2013 a fost lansat Scratch 2.0.  Atunci, interfața de creare s-a schimbat din culoarea negru în gri deschis. Pe 2 ianuarie 2019, a fost lansată versiunea curentă a site-ului, Scratch 3.0, a fost schimbată culoarea gri în alb, a fost mutat ecranul acțiunii în dreapta și au avut loc și alte modificări minore.

## Alte versiuni
Există o altă versiune, Scratch Jr, dedicată pentru copiilor mici, care folosește un limbaj vizual fără cuvinte, și are propria ei mascotă, Scratch Jr. Dar și niște "idei" pentru mascote noi au existat în Scratch Jr, cum ar fi Tic, Tac și Toc.